# Chứng phô dâm

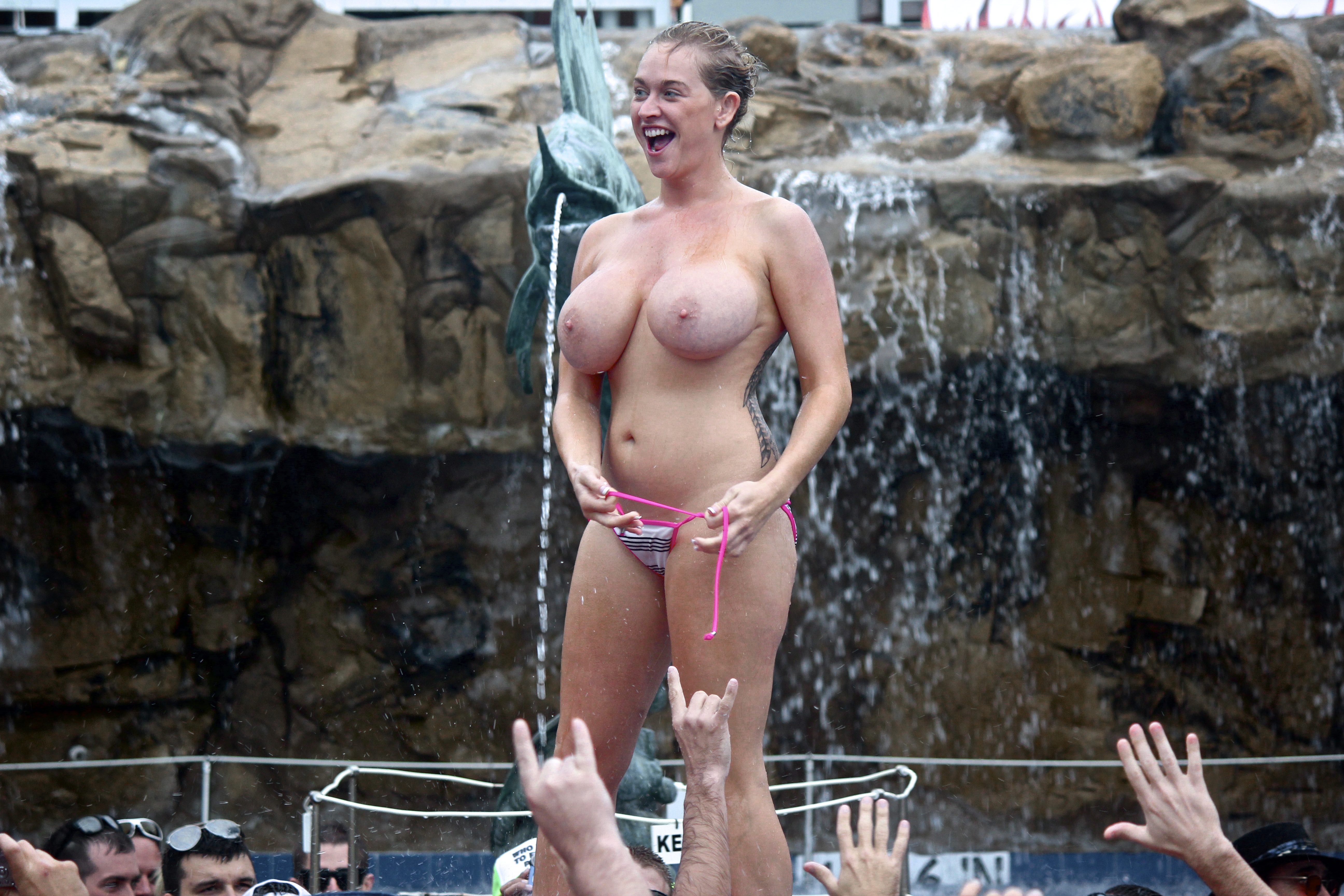
Một phụ nữ đang cởi đồ trước mặt mọi người ở Key West Florida trong sự kiện Fantasy Fest năm 2012

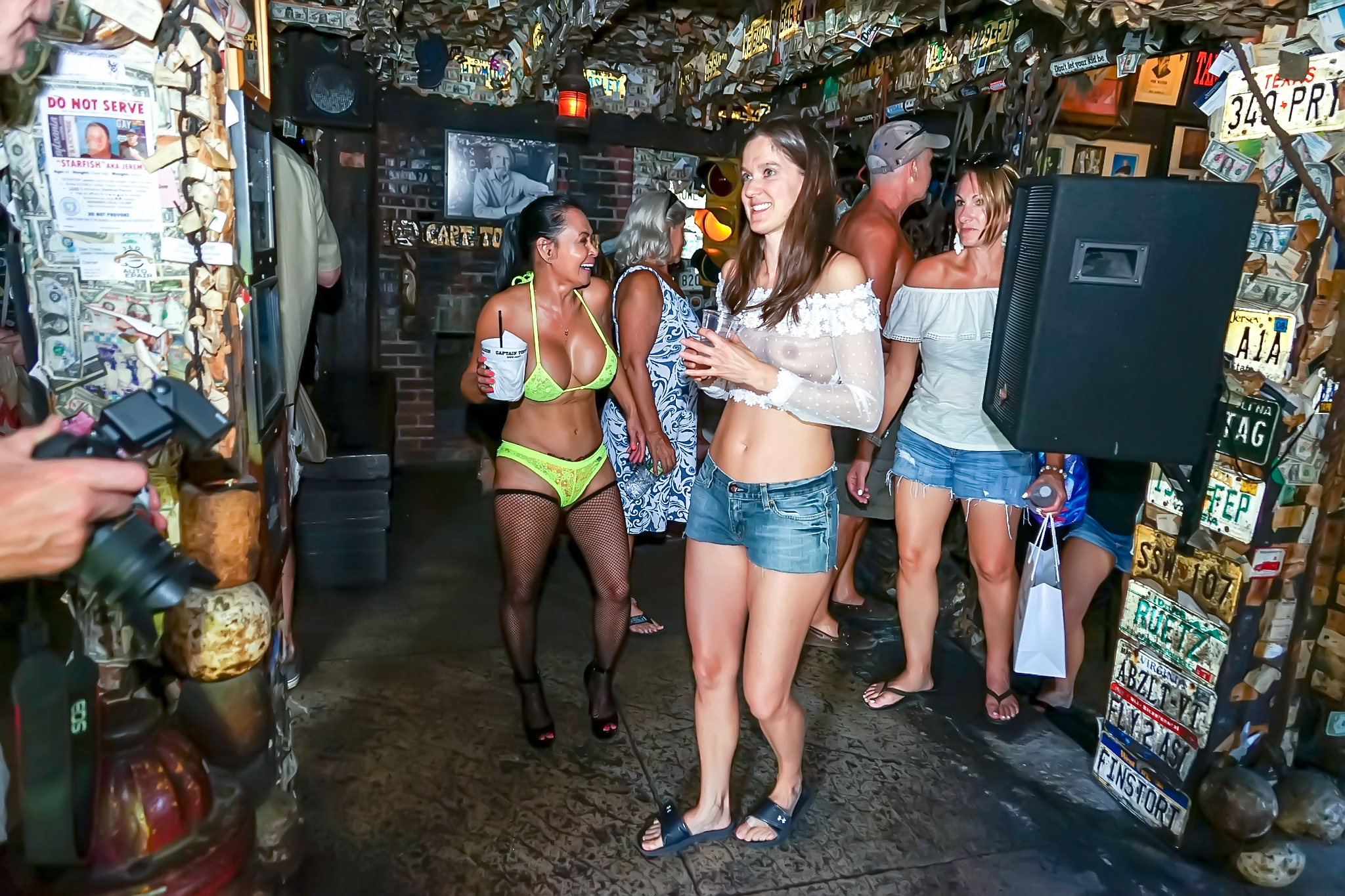
Fantasy Fest là lễ hội tự do cho những người phô dâm và thị dâm

Chứng phô dâm (tiếng Anh: exhibitionism) là hành động phơi bày bộ phận kín đáo (vùng kín) của một người ở nơi công cộng hoặc bán công khai ví dụ như phô ngực, phô mông, bộ phận sinh dục, đây là ý thích đưa bộ phận sinh dục ra để người khác, đặc biệt là người khác giới nhìn thấy. Việc phơi bày này có thể phát sinh từ mong muốn hoặc sự thôi thúc phơi bày bản thân theo cách như vậy trước các nhóm bạn bè hoặc người quen, hoặc với người lạ để giải trí hoặc thỏa mãn tình dục của người phơi bày, hoặc để gây sốc cho người ngoài cuộc. Nếu việc khoe thân tiếp xúc với một đối tác thân mật thường không được coi là chứng phô dâm. Theo luật, hành vi phơi bày khoe thân có thể được gọi là hành vi phơi bày khiếm nhã lộ liễu, "lộ hàng" hoặc các cách diễn đạt khác. Chứng phô dâm của phụ nữ đã được ghi lại từ thời cổ đại, thường là trong bối cảnh phụ nữ khiến các nhóm nam giới xấu hổ khi thực hiện hoặc xúi giục họ thực hiện một số hành động công khai. Phô dâm là một trong những biểu hiện của lệch lạc tình dục.

## Đại cương
Những người bị chứng phô dâm thường có có khuynh hướng chủ động để lộ bộ phận sinh dục tại những nơi công cộng hoặc bán công cộng, đồng thời cảm thấy hứng thú khi thực hiện kiểu hành động này. Một trường hợp có vẻ là chủ nghĩa phô trương theo nghĩa lâm sàng đã được ghi lại trong một báo cáo của Ủy ban chống báng bổ ở Venice năm 1550 Bác sĩ tâm thần người Pháp Charles Lasègue là người đầu tiên sáng tạo và sử dụng thuật ngữ exhibitionism vào năm 1877. Thuật ngữ này nhanh chóng được sử dụng rộng rãi và không có thay đổi đáng kể nào về mô tả cho đến nay. Ngoài ra, chẩn đoán DSM-5 cũng liệt kê triệu chứng của người mắc chứng rối loạn phô dâm như thích thú trong việc phô bày bản thân họ với người trưởng thành không đồng thuận với hành vi này, với trẻ em chưa dậy thì hoặc với cả hai. 
Theo Cẩm nang Chẩn đoán và Thống kê Rối loạn Tâm thần, Phiên bản Thứ năm (DSM-5), nếu một người có sở thích tình dục phô bày thực hiện các hành vi tương tự với người mà không đồng ý với loại hình quan hệ này, thì họ được chẩn đoán mắc rối loạn phô dâm (exhibitionistic disorder). Quyển Cẩm nang cũng tuyên bố rằng tỷ lệ mắc chứng rối loạn này ở nam giới là từ 2-4%, trong khi đó tình trạng này ở phụ nữ là ít hơn đáng kể. Ngoài ra, trong một cuộc khảo sát ở Thụy Điển cũng cho ra kết quả rằng: 2,1% phụ nữ và 4,1% nam giới thừa nhận rằng họ bị kích thích tình dục khi thấy hoặc có tiếp xúc với bộ phận sinh dục của người lạ. Hai thuật ngữ này đều ám chỉ hai kiểu người có thể song hành cùng nhau trong các hoạt động tình dục. Lasègue tin rằng phái mạnh là giới tính có xu hướng gặp phải hội chứng phô bày vùng kín phổ biến hơn nữ giới. Voyeurism (thị dâm) là từ để ám chỉ những người bị kích thích tình dục, có hứng thú tình dục khi nhìn thấy một ai đấy khỏa thân hoặc thực hiện các hoạt động tình dục, người bị phô dâm sẽ thích thú với sự có mặt của người thị dâm, cũng giống như người bạo dâm với người khổ dâm trong BDSM.

## Biểu hiện
Những biểu hiện cụ thể của chứng phô dâm là:

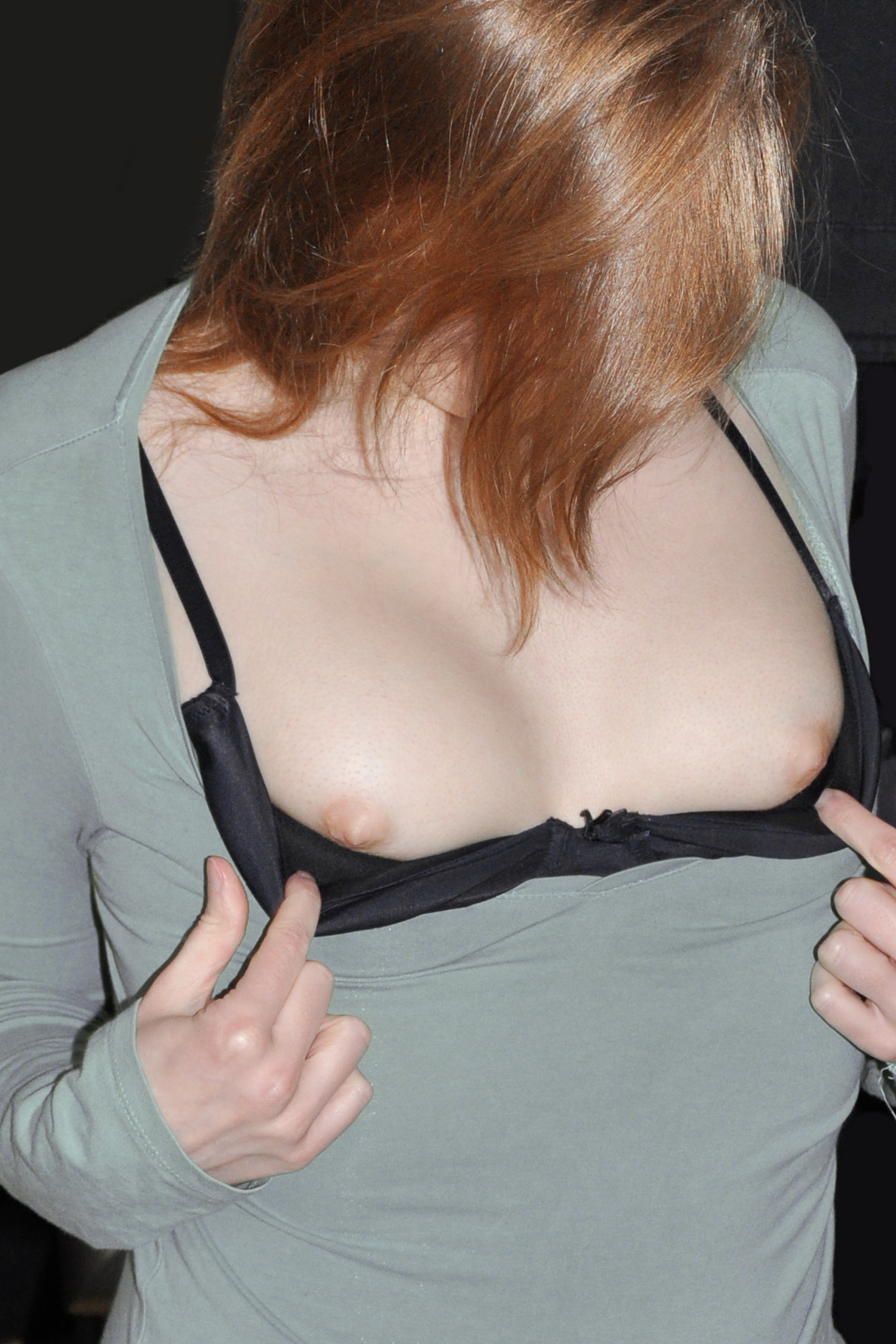
Một cô gái đang phanh ngực (flashing), trường hợp hành vi này chỉ khoe cho một mình bạn trai của cô ấy thì không được xem là phô dâm

- Anasyrma (vén váy): Việc vén khi không mặc đồ lót nhằm để lộ bộ phận sinh dục.
- Candaulism (khoe bạn tình): Hành động một người khoe khoang bạn tình của họ một cách khiêu khích, gợi dục.
- Phô ngực chớp nhoáng (Flashing): việc vén hoặc kéo áo (phanh ngực/vén áo ngực) nhằm khoe ngực của phụ nữ, hoặc tiếp xúc giữa bộ phận sinh dục của nam và nữ giới theo cách tương tự.
- Mooning (phô mông): Hành động khoe mông trần bằng việc vén áo hoặc tụt đồ lót xuống. Hành động này cũng thường được dùng trong những trường hợp hài hước, móc mỉa (trẩy mông) hoặc để bày tỏ sự không đồng ý.
- Martymachlia: Một chứng lệch lạc tình dục (paraphilia), liên quan đến sự hấp dẫn tình dục khi được người khác chứng kiến hoạt động quan hệ tình dục[10].
- Reflectoporn (Khiêu dâm phản chiếu): Sử dụng gương hoặc hình ảnh phản chiếu để chụp hoặc quay lại bản thân đang khỏa thân hoặc cởi trần, cởi tuồng rồi đăng lên trên các diễn đàn, mạng xã hội[11][12][13][14][15][16][17].
- Streaking (khỏa thân lông nhông): chỉ về hành vi chạy long nhong tại nơi công cộng mà không mặc đồ, với mục đích để đùa cợt, thách thức hoặc bày tỏ sự phản đối.
- Sexting (tin nhắm gạ gẫm): sử dụng các hình thức nhắn tin để gửi các tin nhắn, hình ảnh hoặc video liên quan đến tình dục.
- Làm tình qua điện thoại (Telephone scatologia/cuộc gọi tục tĩu ): thực hiện những cuộc gọi mang tính gạ gẫm, kích thích tình dục tới những người lạ. Nhiều nhà nghiên cứu cho rằng hành động này chỉ là một biến tính của chứng phô dâm, dù cho không sự hiện diện vật chất của người thực hiện hành vi này[18][19].